# Baranello
Baranello ist eine italienische Gemeinde (comune) mit 2464 Einwohnern (Stand 31. Dezember 2023) in der Provinz Campobasso in der Region Molise. Die Gemeinde liegt etwa 10 Kilometer westsüdwestlich von Campobasso. Die westliche Gemeindegrenze bildet der Biferno.

## Geschichte
Der Name leitet sich vom Monte Varaino ab, auf dessen Hügelspitze ein samnitisches Dorf lag. Dort befindet sich heute ein archäologisches Grabungsgebiet.

## Verkehr
Entlang des Biferno führt die Strada Statale 647 Fondo Valle della Biferno. Der Bahnhof von Baranello liegt an der Bahnstrecke Isernia–Campobasso bzw. Benevento–Campobasso.